# Ruddy Zang Milama
Perennes Paulette Ruddy Zang Milama (Port-Gentil, 6 giugno 1987) è una velocista gabonese.

## Record nazionali

### Seniores
- 60 metri piani indoor: 7"12 ( Mosca, 3 febbraio 2013)
- 100 metri piani: 11"03 ( Port of Spain, 19 maggio 2012 -  Angers, 16 giugno 2012)
- 200 metri piani: 23"54 ( Nairobi, 31 luglio 2010)
- 200 metri piani indoor: 24"46 ( Gand, 13 febbraio 2011)

## Palmarès
| Anno | Manifestazione      | Sede           | Evento      | Risultato        | Prestazione | Note                          |
| ---- | ------------------- | -------------- | ----------- | ---------------- | ----------- | ----------------------------- |
| 2006 | Mondiali juniores   | Pechino        | 100 m piani | Batteria         | 12"02       |                               |
| 2007 | Mondiali            | Osaka          | 100 m piani | Batteria         | 11"53       |                               |
| 2008 | Mondiali indoor     | Valencia       | 60 m piani  | Batteria         | 7"66        |                               |
| 2008 | Giochi olimpici     | Pechino        | 100 m piani | Quarti di finale | 11"59       |                               |
| 2009 | Mondiali            | Berlino        | 100 m piani | Batteria         | 11"74       |                               |
| 2010 | Mondiali indoor     | Doha           | 60 m piani  | Bronzo           | 7"14        |                               |
| 2010 | Campionati africani | Nairobi        | 100 m piani | Argento          | 11"15       | Record nazionale              |
| 2010 | Campionati africani | Nairobi        | 200 m piani | Bronzo           | 23"59       | Miglior prestazione personale |
| 2011 | Mondiali            | Taegu          | 100 m piani | Semifinale       | 11"43       |                               |
| 2012 | Campionati africani | Porto-Novo     | 100 m piani | Oro              | 11"16       |                               |
| 2012 | Giochi olimpici     | Londra         | 100 m piani | Semifinale       | 11"31       |                               |
| 2013 | Mondiali            | Mosca          | 100 m piani | Batteria         | dns         |                               |
| 2014 | Mondiali indoor     | Sopot          | 60 m piani  | Semifinale       | 7"19        |                               |
| 2016 | Giochi olimpici     | Rio de Janeiro | 100 m piani | Batteria         | 11"67       |                               |

## Altre competizioni internazionali
2010
- 7ª in Coppa continentale ( Spalato), 100 m piani - 11"49
- Bronzo in Coppa continentale ( Spalato), 4×100 m - 43"88